# Nancy Sullivan (actriz)
Nancy Sullivan es una actriz, presentadora y guionista estadounidense. Nació el 17 de octubre de 1969, es actriz de comedia de improvisación y recibió entrenamiento como miembro de The Groundlings en San José. Conocida por coprotagonizar las series de Nickelodeon, Drake & Josh y The Amanda Show en el papel de Audrey Parker-Nichols.
Estudió actuación y danza en la Universidad de Utah. Sus modelos son Lucille Ball, Tracey Ullman y Carol Burnett.
Sullivan también ha aparecido en muchos anuncios incluyendo algunas recientes para la cadena de supermercados Price Chopper.

## Filmografía
| Año       | Título                          | Papel                    | Notas                                                 |
| --------- | ------------------------------- | ------------------------ | ----------------------------------------------------- |
| 1984      | Single Bars, Single Women       | Hermana                  | Personaje secundario, película                        |
| 1993      | Boiling Point                   | Clerk                    | Personaje principal, película                         |
| 1995      | Guns and Lipstick               | Customer Service Officer | Personaje secundario, película                        |
| 1997      | The Setting Sun                 | Sherry (Palm Reader)     | Personaje principal, película                         |
| 1999—2002 | The Amanda Show                 | Ella misma               | Coprotagonista, serie de TV Nickelodeon               |
| 2004—2007 | Drake & Josh                    | Audrey Parker Nichols    | Coprotagonista, serie de TV Nickelodeon               |
| 2005      | Zoey 101                        | Mr. Bender's Wife        | estrella invitada 1 episodio, serie de TV Nickelodeon |
| 2006      | Drake & Josh Go Hollywood       | Audrey Parker Nichols    | Coprotagonista, película de TV Nickelodeon            |
| 2006—2007 | Squirrel Boy                    | Ms. Johnson              | Coprotagonista, serie de TV                           |
| 2007      | Drake & Josh: Really Big Shrimp | Audrey Parker Nichols    | Coprotagonista, película de TV Nickelodeon            |
| 2008      | Merry Christmas, Drake & Josh   | Audrey Parker Nichols    | Coprotagonista, película de TV Nickelodeon            |
| 2011      | FemVamp.Com                     | Maryland Jacoby          | estrella invitada 1 episodio, serie de TV             |
| 2011      | All Kids Count                  | Phil Mother              | personaje principal, película                         |
| 2013      | Abner the Invisible Dog         | Jackie                   | personaje principal, película                         |

- Datos: Q443328